# Korps landelijke politiediensten

Vlag van de Nederlandse politie

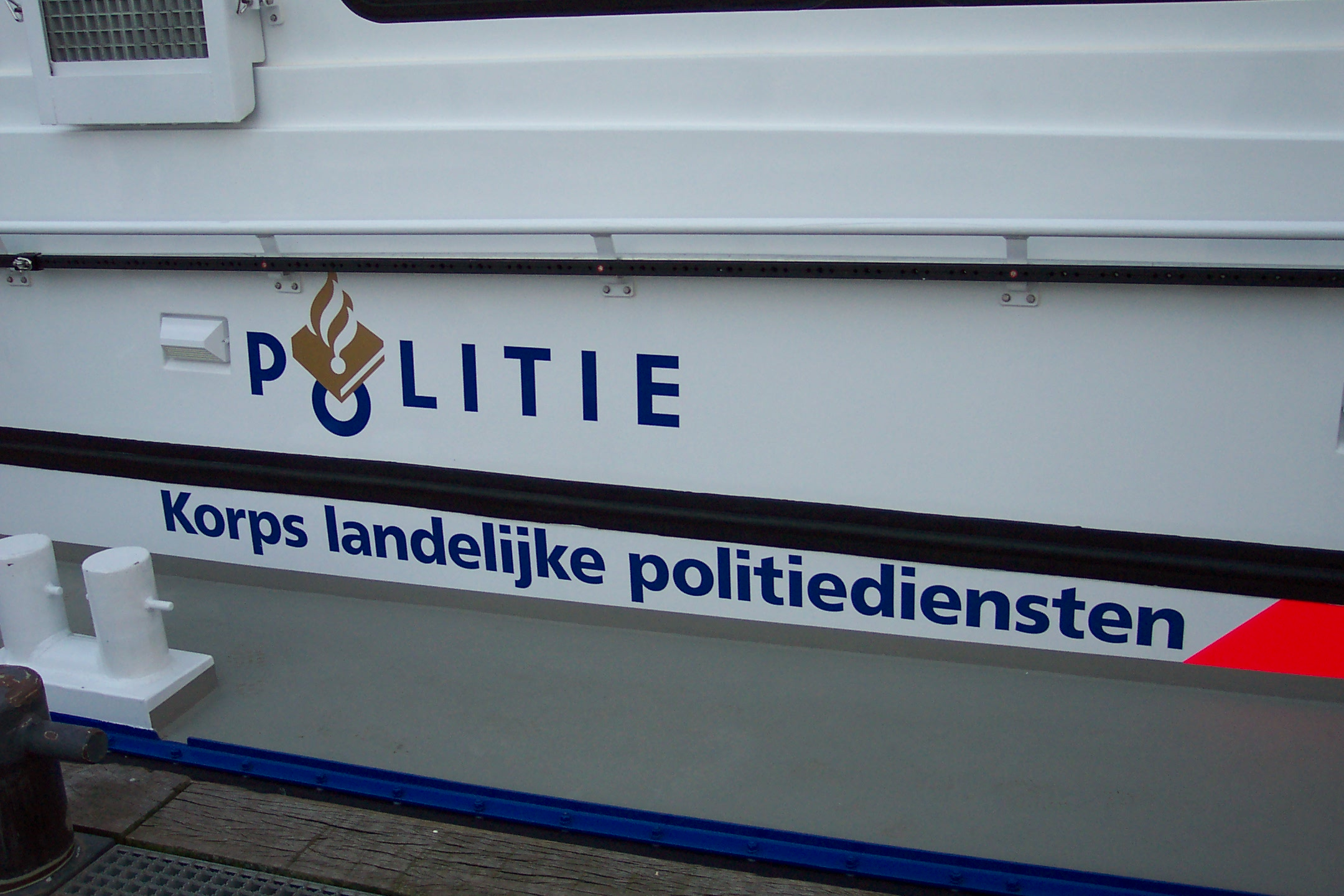
Logo op een KLPD-patrouilleboot

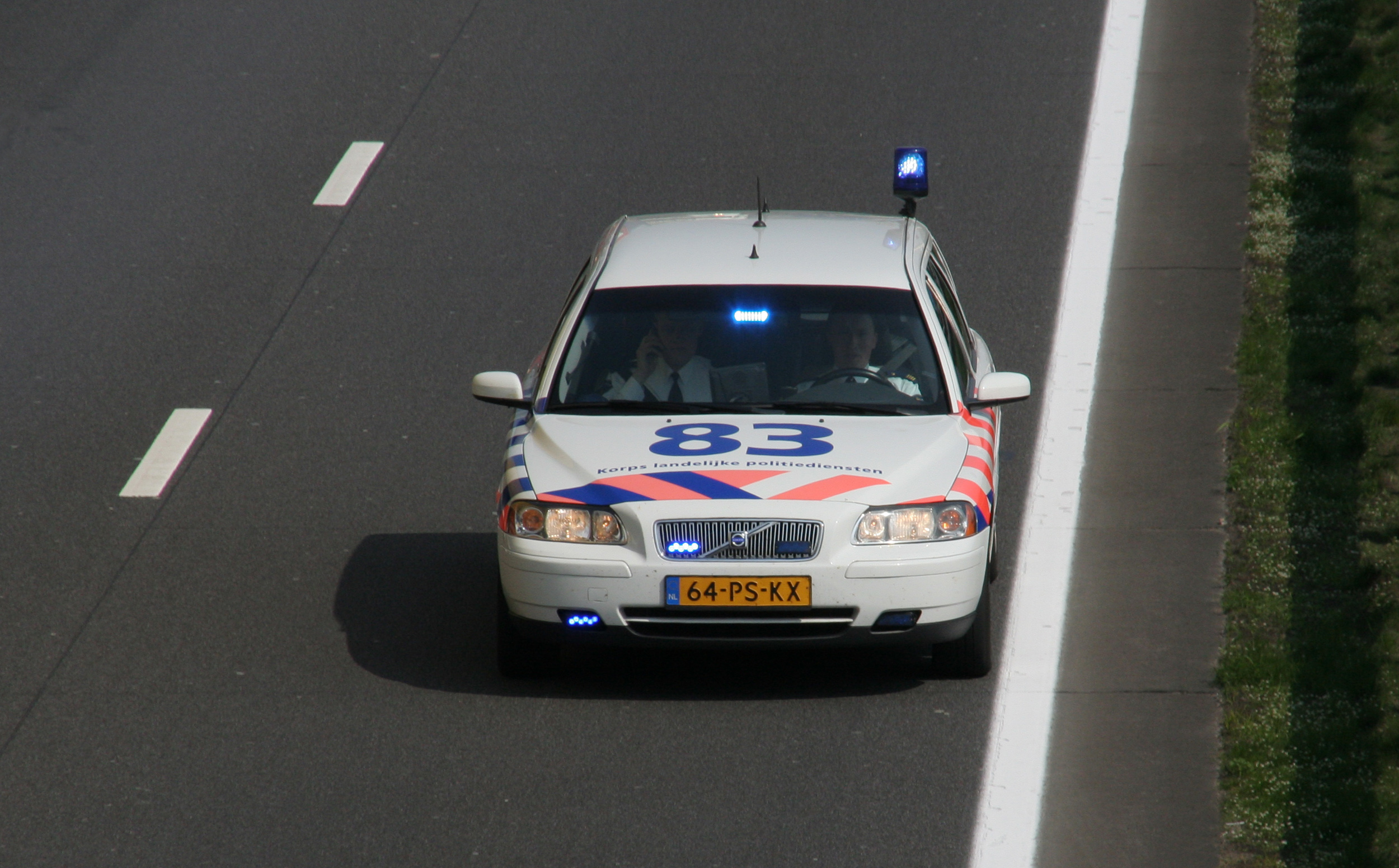
Volvo V70 op weg naar een melding op de A28 bij Soesterberg

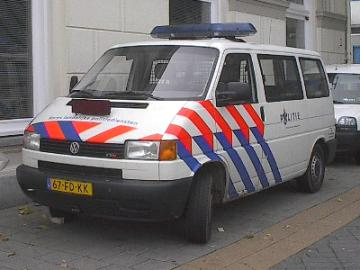
VW Transporter 4 van de spoorwegpolitie (KLPD) voor NS-station Zwolle

Het korps landelijke politiediensten (KLPD) was een Nederlands politiekorps dat vanaf de opheffing van de Rijkspolitie in 1993 tot de totstandkoming van de Nationale Politie samen met de 25 regiokorpsen de Nederlandse politie vormde. Op 1 januari 2013 is het KLPD omgevormd tot de Landelijke Eenheid van de Nationale Politie.
Het KLPD was een landelijk werkend korps en verrichtte specialistische (politie)taken, zowel zelfstandig als ter ondersteuning van de andere onderdelen van de Nederlandse politie. Daarnaast was het KLPD actief in het buitenland: het Recherchesamenwerkingsteam op de Nederlandse Antillen was hiervan een voorbeeld. Ook waren in diverse landen van de wereld zogenaamde liaison-officers van de Dienst IPOL van het KLPD gestationeerd. Het korps landelijke politiediensten maakte deel uit van de Contra-terrorisme Infobox: een samenwerkingsverband dat onder de AIVD valt en tot doel heeft bij te dragen aan de bestrijding van terrorisme.
Er werkten inclusief de Dienst Nationale Recherche ongeveer 4900 mensen bij het KLPD (jaarverslag 2008).

## Korpsleiding
Het korps werd geleid door de korpsleiding, bestaande uit:
- de korpschef (vanaf 1 november 2007: R. Bik tot medio 2011), tijdelijk mevr. P. Zorko tot aan de vorming van de nationale politie
- een directeur Politie (dit is de directeur Handhaving en Toezicht),
- een directeur Recherche (dit is de directeur Opsporing),
- de directeur Operationele Ondersteuning, voorheen de directeur Bedrijfsvoering.

## Organisatieonderdelen
Het KLPD had de volgende uitvoerende diensten, die de kernactiviteiten van het korps uitvoerden: 
- Dienst Koninklijke en Diplomatieke Beveiliging
- Dienst Infrastructuur, met daarin ondergebracht de diensten:
  - Dienst Spoorwegpolitie
  - Dienst Verkeerspolitie
  - Dienst Waterpolitie
- Dienst IPOL
- Dienst Nationale Recherche
- Dienst Operationele Samenwerking, met daarin ondergebracht de diensten:
  - Dienst operationele Ondersteuning & Coördinatie
  - Dienst Levende Have Politie
  - Dienst Luchtvaartpolitie
- Dienst Speciale Interventies
- Dienst Specialistische Recherche Toepassingen
- Q (dataverwerking m.b.v. AI)

Ondersteunende diensten voor de bedrijfsvoering:
- Dienst Sturingsinformatie, voorheen 'Concerndienst Beleidsondersteuning en Control' en daarvoor 'Bureau Korpsleiding en Bureau Concerncontrol'
- Dienst Facilitaire Operaties, voorheen 'Concerndienst Facilitair Bedrijf'
- Concerndienst Financieel Economische Zaken
- Dienst Projecten & Informatievoorziening (DP&I), voorheen 'Concerndienst Informatievoorziening'
- Dienst Personeel en Organisatie

Stafdiensten:
- Dienst Communicatie en Marketing, voorheen 'Bureau Communicatie'
- Bureau Veiligheid en Integriteit